# 271 Penthesilea
271 Penthesilea је астероид главног астероидног појаса са пречником од приближно 57,93 km.
Афел астероида је на удаљености од 3,307 астрономских јединица (АЈ) од Сунца, а перихел на 2,706 АЈ.
Ексцентрицитет орбите износи 0,099, инклинација (нагиб) орбите у односу на раван еклиптике 3,534 степени, а орбитални период износи 1904,560 дана (5,214 година).
Апсолутна магнитуда астероида је 9,80 а геометријски албедо 0,063.
Астероид је откривен 13. октобра 1887. године.